# Stara Giełda we Wrocławiu
Stara Giełda (niem. Alte Börse) dawniej Pałac Rehdingerów – reprezentacyjny budynek użyteczności publicznej we Wrocławiu, przy placu Solnym 16.

## Historia

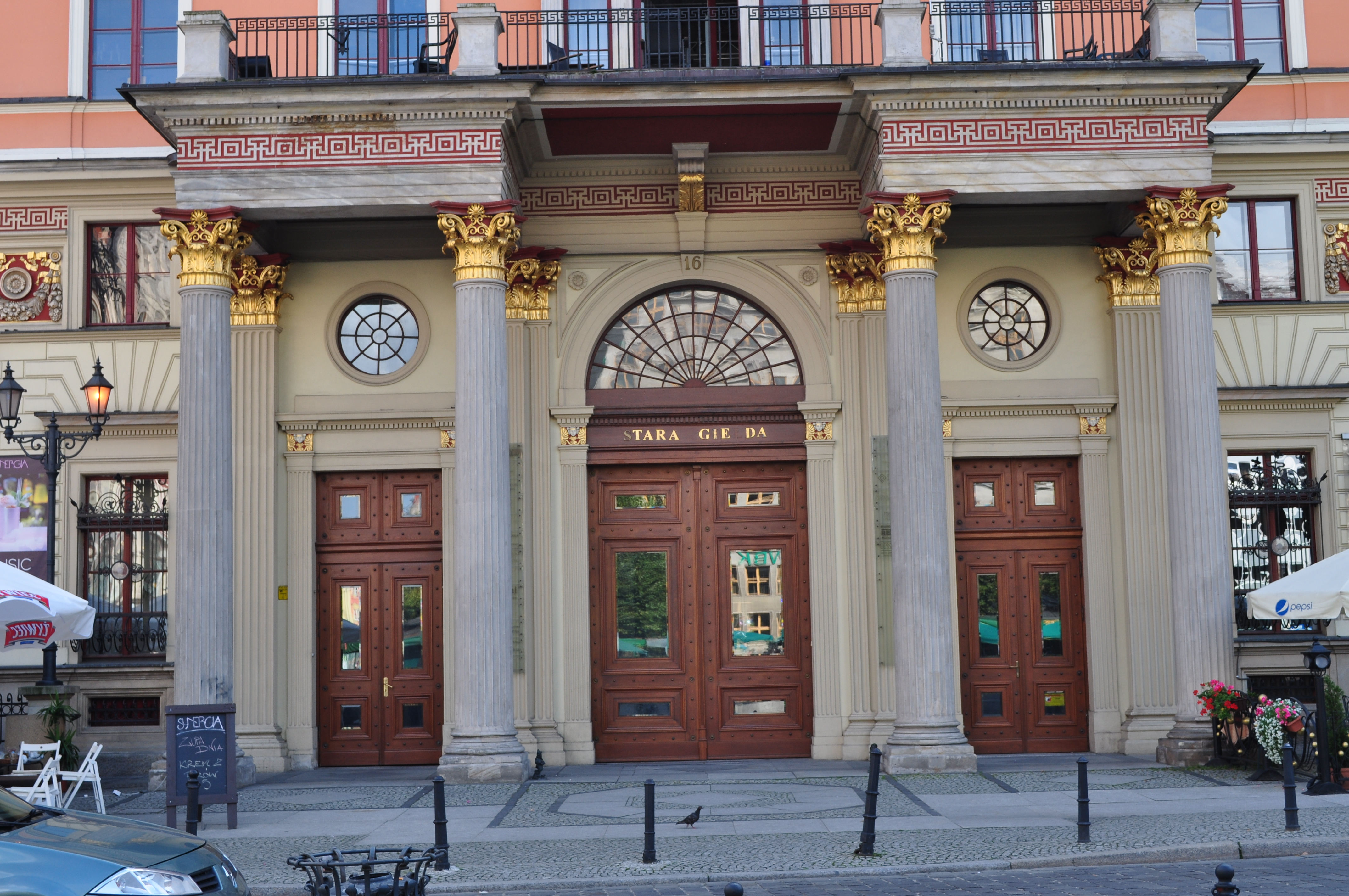
Portal wejściowy

W średniowieczu na posesji nr 16 znajdowały się dwie murowane, gotyckie kamienice. W 1562 roku w ich miejsce rajca Adam Rehdiger wzniósł swoją rezydencję w stylu renesansu włoskiego. Elewacja trzykondygnacyjnego budynku podzielona była na osi zakończona była dachem pogrążonym, przesłoniętym attyką. Pod koniec XVI wieku pałac został ponownie przebudowany: na elewacji umieszczono fryz z przekątniowymi, kwadratowymi okienkami lub blendami, wejście zyskało nowy portal. 
W 1642 roku pałac został zakupiony przez gildię kupiecką. Na pierwszym piętrze znajdowała się pijalnia piwa i wina. W 1676 roku budynek został wynajęty przez biskupa S. v. Rostock. Budynek został poddany kolejnym przebudowaniom: na pierwszym piętrze umieszczono kamienny kominek oraz stiukowy sufit a w zwieńczeniu umieszczno belweder. W 1694 roku Franciszek Ludwik umieścił w budynku Urząd Zwierzchni.    

## Stara Giełda
W 1822 roku dawny pałac został zburzony a w latach 1822–1824 na jego miejsce wzniesiono budynek (przypominający renesansowe włoskie pałace miejskie), w stylu neorenesansowym i neoklasycznym, według projektu architekta Carla Ferdinanda Langhansa, który nadał budynkowi cechy monumentalno-reprezentacyjne: portyk wejściowy z czterema kolumnami korynckimi, wspierający balkon z ozdobną balustradą oraz figury czterech orłów w narożach dachu. Nad balkonem znajduje się herb z literą „W”, oznaczającą Wratysława, założyciela miasta, lecz celowo brakuje w nim innych elementów miejskiego herbu, ponieważ kupcom władze miejskie źle się kojarzyły z koniecznością płacenia podatków. W budynku znajdowała się początkowo reprezentacyjna siedziba wrocławskich kupców chrześcijańskich i pierwsza siedziba giełdy wrocławskiej.
W kolejnych latach w budynku mieścił się Bank Miejski, Towarzystwo Frachtu Wodnego, Celny Urząd Rewizyjny, Instytut Kontroli Ulic i korporacja budowlana, której towary dostarczano barkami m.in. do Bazylei i Berlina. Na początku XX wieku budynek przebudowano, zmieniając m.in. układ schodów, aby dostosować budynek do funkcji publicznej.

## Po 1945
W 1945 r. budynek został zniszczony w niewielkim stopniu i od razu po wojnie stał się siedzibą różnych instytucji, m.in. Działu Technicznego Zarządu Miejskiego Wrocławia, Archiwum Budowlanego, a później banku. W 1992 r. budynek Starej Giełdy wystawiono na sprzedaż na targach w Cannes. Budynek został zakupiony w 1994 r., i gruntownie odrestaurowany w 2003 r., obecnie pełni funkcję biurowca. W piwnicach znajduje restauracja i koktailbar Salvador La Hacienda De Uciecha.